# (4542) Mossotti
(4542) Mossotti es un asteroide perteneciente al cinturón de asteroides, descubierto el 30 de enero de 1989 por el equipo del Observatorio Astronómico de San Vittore desde el Observatorio Astronómico de San Vittore, Bolonia, Italia.

## Designación y nombre
Designado provisionalmente como 1989 BO. Fue nombrado Mossotti en honor al astrónomo italiano Octavio Fabricio Mossotti.

## Características orbitales
Mossotti está situado a una distancia media del Sol de 3,011 ua, pudiendo alejarse hasta 3,169 ua y acercarse hasta 2,853 ua. Su excentricidad es 0,052 y la inclinación orbital 11,28 grados. Emplea 1909 días en completar una órbita alrededor del Sol.

## Características físicas
La magnitud absoluta de Mossotti es 11,4. Tiene 18,03 km de diámetro y su albedo se estima en 0,216.